# Кастро, Анхела
Анхела Мелания Кастро Чиривечс (исп. Ángela Melania Castro Chirivechz; род. 21 февраля 1993, Ла-Пас) — боливийская легкоатлетка, специалистка по спортивной ходьбе. Выступает на профессиональном уровне с 2010 года, победительница и призёрка ряда крупных международных стартов, многократная чемпионка Боливии, действующая рекордсменка страны, участница двух летних Олимпийских игр.

## Биография
Анхела Кастро родилась 21 февраля 1993 года в городе Ла-Пас, Боливия.
Впервые заявила о себе в лёгкой атлетике на международном уровне в сезоне 2010 года, когда вошла в состав боливийской сборной и выступила на домашнем юношеском первенстве Южной Америки в Кочабамбе, где стала седьмой в зачёте ходьбы на 5 и 10 км. Позднее также финишировала седьмой среди юниоров на южноамериканском чемпионате в Сантьяго.
В 2011 году была седьмой среди юниорок на Панамериканском кубке в Энвигадо, выиграла серебряную медаль на юниорском южноамериканском первенстве в Медельине.
В 2012 году завоевала серебряную награду в юниорской категории на чемпионате Южной Америки в Салинасе, превзошла всех соперниц на чемпионате Боливии в Сукре, финишировала девятой на юниорском мировом первенстве в Барселоне.
В 2013 году была седьмой на Панамериканском кубке в Гватемале, четвёртой на чемпионате Южной Америки в Картахене, показала 46-й результат на чемпионате мира в Москве, стала пятой на Боливарианских играх в Трухильо.
В 2014 году финишировала седьмой на чемпионате Южной Америки в Кочабамбе, заняла 62-е место на Кубке мира в Тайцане, закрыла десятку сильнейших иберо-американского чемпионата в Сан-Паулу, выиграла серебряную медаль на молодёжном южноамериканском первенстве в Монтевидео.
В 2015 году взяла бронзу на чемпионате Южной Америки в Лиме, показала 14-й результат на Панамериканском кубке в Арике.
В 2016 году в ходьбе на 20 км одержала победу на чемпионате Южной Америки в Гуаякиле, заняла 17-е место на командном чемпионате мира в Риме, установив при этом ныне действующий рекорд Боливии — 1:30:33. Выполнив олимпийский квалификационный норматив (1:36:00), удостоилась права защищать честь страны на летних Олимпийских играх в Рио-де-Жанейро — здесь в программе 20 км показала время 1:32:54, расположившись в итоговом протоколе соревнований на 18-й строке. Являлась знаменосцем боливийской делегации на церемониях открытия и закрытия Игр.
В 2017 году стала восьмой на Панамериканском кубке в Лиме, получила серебро на чемпионате Южной Америки в Асунсьоне, заняла 23-е место на чемпионате мира в Лондоне.
В 2018 году в 20-километровой ходьбе финишировала четвёртой на южноамериканском чемпионате в Сукуа, завоевала серебряную награду на домашних Южноамериканских играх в Кочабамбе.
В 2019 году стала второй на чемпионате Южной Америки в Лиме, пятой на Панамериканских играх в Лиме, 28-й на чемпионате мира в Дохе.
На чемпионате Южной Америки 2020 года в Лиме в ходьбе на 20 км пришла к финишу пятой.
В 2021 году была восьмой на Панамериканском кубке в Гуаякиле, пятой на чемпионате Южной Америки в Гуаякиле. Принимала участие в Олимпийских играх в Токио — на дистанции 20 км с результатом 1:42:25 заняла 48-е место.
В 2022 году отметилась выступлением на чемпионате мира в Орегоне, где показала на 20-киломтеровой дистанции 27-й результат. Была четвёртой на Южноамериканских играх в Асунсьоне.
В 2023 году стартовала на чемпионате мира в Будапеште, заняла в ходьбе на 20 км 39-е место.
В 2024 году среди прочего участвовала в командном чемпионате мира по спортивной ходьбе в Анталии.